# كمال مادون
كمال مادون هو مدرب كرة يد جزائري. توفي يوم 27 نوفمبر 2020.

## بداية مشواره الرياضي
بدأ في نادي ملاحة حسين داي حيث التحق بفئة البراعم، وفي التاسعة من عمرخ انتقل لنادي الحديد والصلب، حيث أن هذا النادي يعتبر ممول رئيسي للأندية حتى أن أصبح في السادسة عشرة، ومن ثم عاد لفريقه الأم نادي ملاحة حسين داي حيث التحق بعدها بالمنتخب الجزائري لفئة الشباب، ومثَّل المنتخب في البطولة الأفريقية للكرة الطائرة للأندية، ومن ثم تحصل مع فريقه على عدة إنجازات على المستوى المحلي وحقق عدد من الكؤوس والبطولات آنذاك، بعدها سنحت له الفرصة بتمثيل المنتخب الأول في بطولات قارية. ثم ترك اللعب واتجه للجانب التدريبي وهو ما زال في السادسة والعشرين.

## بداية المشوار التدريبي
أول نادي قام بتدريبه كان ناديه الأم وهو نادي ملاحة حسين داي، حيث قام بتدريب فئة البراعم، وبعدها تدرج في قيادة فريق الشباب والكبار وحقق معهم بطولات وكؤوس كثيرة على مختلف الفئات.
أشرف على تدريب منتخب الجزائر للأواسط "الشباب"، حيث شارك معهم في عدة دورات دولية في إسبانيا، وفرنسا وتونس، إضافة إلى بطولة أفريقية. وأول مدرب جزائري قام بالتدريب في الأندية التونسية حيث أشرف على عدة فرق أهمها: نادي البعث الرياضي لأبن خيار، نادي سبورتنج الموكنين، نادي أولمبيك مدنين، نادي شبيبة القيروان، حيث دامت تجربته الاحترافية لمدة 6 سنوات قبل أن يعود للجزائر في عام 2000 ويشرف على فريقه السابق نادي ملاحة حسين داي، وأستمر معهم لست سنوات أخرى وتحصل معهم على عدة ألقاب.

## الاندية التي دربها
- 2006 إلى 2007 نادي مضر السعودي[2]
- 2007 إلى 2008 نادي النور السعودي
- 2008 نادي شباب براقي الجزائري [3]

- 2008 إلى 2009 نادي مسقط العماني [4]
- 2009 إلى 2010 نادي مضر السعودي

- 2012 إلى 2013 نادي الشمال القطري
- 2013 إلى 2014 نادي مضر السعودي
- 2014 إلى 2015 نادي الوصل الإماراتي [5]
- 2015 إلى 2016 نادي العربي الكويتي [6]
- 2018 نادي عمان العماني

## انجازاته
نادي شباب براقي الجزائري
- نهائي كاس الجزائر لكرة اليد: 2008

نادي مسقط العماني
- الدوري العماني لكرة اليد: 2008-2009

نادي مضر السعودي
- الدوري السعودي لكرة اليد : 2009-2010
- بطولة النخبة لكرة اليد : 2009-2010
- الثاني بطولة أسيا للأندية لكرة اليد : 2010
- الثاني البطولة العربية للاندية البطلة لكرة اليد : 2013

نادي عمان العماني
- الدوري العماني لكرة اليد: 2019
- نهائي درع الوزارة العماني: 2019
- نهائي كاس السوبر العماني :2018